# Джедійє
Джедійє (англ. Jediyyeh, араб. جديا) — поселення в Сирії, що складає невеличку друзьку общину в нохії Аль-Мазраа, яка входить до складу однойменної мінтаки Ас-Сувейда в південній сирійській мухафазі Ас-Сувейда.